# المدارس الفعالة
المدارس الفعالة "Effective schools" هي حركة تعليمية ومجموعة من البحوث التي تدرس العوامل المؤثرة إيجابيًا على مخرجات المدارس بين المرحلة الإعدادية والثانوية. وقد تم تطبيق هذه البحوث المدرسية الفعالة بشكلٍ واسع في مناطق تعليمية مختلفة حول أنحاء العالم. 

## تاريخها
أجريت بعض الأبحاث المبكرة بعام 1966 حول الصفات الأساسية للمدارس الناجحة في أمريكا الشمالية كردة فعلٍ على تقرير كولمان المثير للجدل، والذي نص بأن الوضع الأسري، والاجتماعي، والاقتصادي كان له دورًا كبيرًا في تفوق الطلاب. كما دعمت ذلك الرأي الأبحاث التي نشرها كريستوفر جينكس في عام 1972، مما يشير إلى أن «جودة المدرسة ليس لها تأثير يذكر على التحصيل الدراسي».
دفع تقرير كولمان صانعي القرار الأمريكي إلى التركيز على «البرامج التعويضية» التي تركز على تحسين سلوك الطلاب ذوي الإمكانات المحدودة. كما كان للباحثين التربويين ردة فعل قوية على هذا التقرير وقد خالفوه الرأي، حيث يعتقدون أن المدارس يمكن أن تحدث فرقًا كبيرًا في تحصيل الطلاب. وقد شكلت أبحاثهم أساس «حركة المدارس الفعالة» ومكنتهم من الحرص على أن «جميع الأطفال يمكنهم التعلم وأن المدرسة تتحكم في العوامل الضرورية لضمان إتقان الطالب للمناهج المقررة».
حاول باحثو المدارس الفعالة الأوائل تحديد المدارس التي وفقت في تعليم الطلاب في جميع الأصعدة، بغض النظر عن حالتهم الاجتماعية أوالاقتصادية أو العائلية. وقد تم إيجاد مثل هذه المدارس في مواقع ومجتمعات مختلفة، كما أنهم حاولوا تحديد الفلسفات والسياسات والممارسات التي تشترك فيها هذه المدارس.
أجرى لاري ليزوت وولبر بروكوفر في منتصف سبعينات القرن الماضي دراسات في ثمانية مدارس ابتدائية في ولاية ميشيغان، وقد حددت هذه الدراسات صفات المدارس التي يتحسن مستواها أو ينخفض. وقد برز من نتائج هذه الدراسة أنه كان رأي المعلمين في المدارس متدنية المستوى متدني حول قدرات طلابهم، بينما كان رأي معلمي المدارس المتميزة حول قدرات طلابهم عالي.

قام جورج ويبر ورونالد إدموندز بإجراء بحثٍ في مدارس المدن في الولايات المتحدة الأمريكية، حيث تمكن الطلاب ذوو الحالة الاجتماعية والاقتصادية المتدنية من تحقيق أو تجاوز المعدل الوطني. يُشار إلى مقال إدموندز عام 1979 «المدارس الفعالة للفقراء في المناطق الحضرية» الذي لفت الانتباه المهني إلى حركة المدارس الفعالة. حيث حدد إدموندز ست خصائص أساسية للمدارس الفعالة  وتشمل:
القيادة الإدارية القوية.
التوقعات العالية.
الجو المنظم.
اكتساب المهارات الأساسية كهدف أساسي للمدرسة.
القدرة على تحويل طاقة المدرسة ومواردها عن الأنشطة الأخرى لتقديم الغرض الأساسي للمدرسة.
التقويم المستمر لتقدم مستوى الطالب.
وبشكلٍ سريع تجاهل الباحثون التربويون «القدرة على تحويل الطاقة والموارد» من القائمة، وتم الإعلان على نطاق واسع «نموذج العوامل الخمسة» لإدموندز كإطار لتحسين وضع المدارس متدنية الأداء.
في عام 1979، أثبتت خمس عشرة ألف ساعة من البحوث الموثفة للمدارس الفعالة والتي أجريت في مدارس ثانوية بالمملكة المتحدة أنه من الممكن أن تؤثر خصائص المدرسة إيجابيًا في تحصيل الطلاب.
نشر إدموندز «النظرة العامة لبرامج تحسين المدارس» في عام 1982 واصفًا إياها «روابط المدارس الفعالة»، وهي عبارة تستخدم الآن على نطاق واسع ووقد ارتبطت لاحقاً بأعمال ليزوت. كما قد وصفت روابط إدموندز المدارس الفعالة بما يلي: 
قيادة مدير المدرسة التي يبرز فيها اهتمامة الكبير بجودة التعليم. 
التركيز العالي على التعليم والنظرة الشمولية له. 
المناخ المنظم والآمن والملائم لعملية التعليم والتعلم. 
الحد الأدنى لسلوك المعلم الذي يعكس ما يمكن توقعه ويفترض أن يتقنه جميع الطلاب. 
استخدام معدل تحصيل الطلاب العلمي كآداة رئيسية لتقييم البرنامج.
وفي عام1991 ، نشرت ليزوت روابط المدارس الفعالة بنسختيه الأولى والثانية والذي وصف «الروابط السبعة للمدارس الفعالة». 
القيادة التعليمية.
المهمة المركزة والواضحة.
البيئة الآمنة والمنظمة.
الجو المناسب للطموحات العالية.
المتابعة المستمرة لمستوى الطالب.
العلاقات الإيجابية بين المنزل والمدرسة.
فرصة التعلم ووقت نشاط الطالب.
وبقيت بعد ذلك روابط المدارس الفعالة حجر الأساس في كثير من المناطق التعليمية. 

## الاستخدام الحالي
يصف مجلس مدراء التعليم في أونتاريو روابط ليزوت السبعة بأنها «ضرورية لضمان مستويات عالية من تحصيل الطلاب»، مضيفًا أنه يجب على المعلمين أيضًا مراعاة أهمية المنزل والمجتمع متعاطف.
ووسعت مدارس مقاطعة كولومبيا العامة مفهوم المدارس لتشمل:
التعليم والتعلم.
القيادة.
التطوير المهني المستمر.
المصادر.
البيئة التعليمية الآمنة والفعالة.
مشاركة الأسرة والمجتمع.
اتخاذ القرار القائم على البيانات.

## التنفيذ
من النتائج الرئيسية المتعلقة بتنفيذ إصلاحات المدارس الفعالة أن الدعم الإيجابي لمدير المدرسة أمر أساسي لنجاحها. بالإضافة إلى دعم المعلم والإيمان بإمكانياته والالتزام به واستمرار التحسين لمدة أشهر أو سنوات من الممارسة الناجحة.